# Sericanthe suffruticosa
Sericanthe suffruticosa là một loài thực vật có hoa trong họ Thiến thảo. Loài này được (Hutch.) Robbr. miêu tả khoa học đầu tiên năm 1978.